# Zale marginalis
Zale marginalis är en fjärilsart som beskrevs av Walker 1865. Zale marginalis ingår i släktet Zale och familjen nattflyn. Inga underarter finns listade i Catalogue of Life.